# Ó Jézus, Jézus
Az Ó Jézus, Jézus egy nagyböjti egyházi ének. Dallama az 1675-ös Cantus Catholiciből, szövege a Szegedi Cantus Catholiciből való.
Feldolgozás:
| Szerző       | Mire      | Mű                             |
| ------------ | --------- | ------------------------------ |
| Bárdos Lajos | vegyeskar | Ó Jézus, Jézus O languens Jesu |

## Kotta és dallam
| Ó Jézus, Jézus, ó lankadt Jézus, Istennek vérző Fia! Tűrés példája, szentség formája, Ó lelkünk drága díja!  | Ó Jézus, Jézus, ó édes Jézus, Mennyeknek édessége! Hogy meghervadtál, jaj, megfonnyadtál, Ó lelkek üdvössége!    | Ó Jézus, Jézus, ó édes Jézus, Ó hívek ékessége! Ártatlan tűrtél s minket megnyertél, Ó szívünk édessége!        | Ó Jézus, Jézus, ó édes Jézus, Mit tettél a világért! Véredet ontod, testedet rontod Ádámnak rossz magváért.     |
| Ó Jézus, Jézus, ó édes Jézus, Szent tested én kötöztem. Rút életemmel, rút beszédemmel Melledet általdöftem. | Ó Jézus, Jézus, ó édes Jézus, Szent tested, ó, én vertem, Szeretvén vétket, rút részegséget, Eceted én kevertem. | Ó Jézus, Jézus, ó édes Jézus, Szent véred én ontottam, Szent fejed szúrtam, kezeid fúrtam, Életed én rontottam. | Ó Jézus, Jézus, ó édes Jézus, Szenvedek véled méltán. Kínodat szánom, vétkemet bánom, Kereszted mellett sírván. |

## Felvételek
- Zenék: Ó Jézus, Jézus. Tudásháló (Hozzáférés: 2016. december 16.) (audió) arch
- Nagyböjti és nagyheti énekek. YouTube (Hozzáférés: 2016. december 16.) (audió) arch
- Ó Jézus Jézus. YouTube (2012. április 6.)  (Hozzáférés: 2016. december 16.) (videó)